# Tour della nazionale maschile di rugby a 15 della Nuova Zelanda 1970
Quello del 1970 fu uno dei tour più lunghi degli All Blacks.
Iniziato in Australia con due incontri senza valenza di test-match (in uno dei quali il manager della squadra chiese alla federazione dell'Australia Occidentale di poter impiegare un suo giocatore, Jamie Hendrie, per rimpiazzare il mediano di mischia Sid Going che, per motivi religiosi, non giocava la domenica), ebbe il suo culmine in Africa australe con quattro test contro gli Springbok.
I neozelandesi tornarono in Sudafrica dopo 10 anni presentando in squadra anche elementi di etnia Maori. La federazione neozelandese aveva rifiutato qualsiasi altro tour fin quando i giocatori neozelandesi di tutte le provenienze non ebbero ricevuto lo status di bianchi onorari, consentendo loro di partecipare al tour rispettando le leggi dell'apartheid.
La serie fu vinta per 3 incontri a 1 dagli Springbok.
Il sistema di punteggio dell'epoca prevedeva 3 punti per la meta e altrettanti per punizione, drop e calcio da mark, mentre la trasformazione valeva 2 punti.

## Risultati dei test match
| Arbitro: | P. Robbertse |

|                 |      |           |
| Villiers, Nomis | mt   | Williams  |
| McCallum        | tr   |           |
| McCallum 2      | c.p. | McCormick |

| Arbitro: | W. Malan |

|          |      |                      |
| Jansen   | mt   | Kirkpatrick, Laidlaw |
| McCallum | tr   |                      |
| McCallum | c.p. | McCormick            |

| Arbitro: | P. Robbertse |

|            |      |          |
| Muller 2   | mt   |          |
| McCallum   | tr   |          |
| McCallum 2 | c.p. | Williams |

| Arbitro: | T. Wolley |

|                 |      |          |
| Muller, Visagie | mt   | Williams |
| McCallum        | tr   | Kember   |
| McCallum 4      | c.p. | Kember 4 |

## Gli altri incontri
| Perth 14 giugno 1970 | Western Australia | 3 – 50 | Nuova Zelanda XV | Perry Lakes Stadium |

| Perth 14 giugno 1970 | A.R.U. President's XV | 3 – 52 | Nuova Zelanda XV | Perry Lakes Stadium |

| East London 20 giugno 1970 | Border | 3 – 28 | Nuova Zelanda XV | Border R.U. Ground |

| Bethlehem 24 giugno 1970 | Paul Roos' XV | 9 – 43 | Nuova Zelanda XV | Goble Stadium |

| Kimberley 27 giugno 1970 | Griqualand West | 3 – 27 | Nuova Zelanda XV | de Beer's Stadium |

| Upington 1º luglio 1970 | North-West Cape | 3 – 26 | Nuova Zelanda XV | Danie Kuys Stadium |

| Windhoek 4 luglio 1970 | South-West Africa | 0 – 16 | Nuova Zelanda XV | South-West Stadium |

| Springs 8 luglio 1970 | Eastern Transvaal | 3 – 24 | Nuova Zelanda XV | P.A.M. Brink Stadium |

| Johannesburg 11 luglio 1970 | Transvaal | 17 – 34 | Nuova Zelanda XV | Ellis Park |

| Potchefstroom 13 luglio 1970 | Western Transvaal | 17 – 21 | Nuova Zelanda XV | Olen Park |

| Bloemfontein 18 luglio 1970 | Orange Free State | 12 – 30 | Nuova Zelanda XV | Free State Stadium |

| Salisbury 21 luglio 1970 | Rhodesia | 14 – 27 | Nuova Zelanda XV | Rhodesian Police |

| Port Elizabeth 1º agosto 1970 | Eastern ProvincE | 8 – 49 | Nuova Zelanda XV | Stadio Boet Erasmus |

| Wellington 4 agosto 1970 | Boland | 9 – 35 | Nuova Zelanda XV |  |

| George 12 agosto 1970 | South-Western Districts | 6 – 36 | Nuova Zelanda XV | George R.F.U. Ground |

| Città del Capo 15 agosto 1970 | Western Province | 6 – 29 | Nuova Zelanda XV | Newlands Stadium |

| East London 19 agosto 1970 | South African Country | 8 – 45 | Nuova Zelanda XV | Border R.U. Ground |

| Durban 22 agosto 1970 | Natal | 8 – 29 | Nuova Zelanda XV | Kings Park |

| Città del Capo 25 agosto 1970 | Southern Universities | 3 – 20 | Nuova Zelanda XV | Newlands Stadium |

| Burgersdorp 2 agosto 1970 | North-East Cape | 0 – 85 | Nuova Zelanda XV | Danie Craven Stadium |

| Pretoria 5 agosto 1970 | Northern Transvaal | 15 – 19 | Nuova Zelanda XV | oftus Versfeld |

| Potchefstroom 7 agosto 1970 | Sudafrica Gazelles | 25 – 29 | Nuova Zelanda XV | Olen Park |